# 牧浦小重郎
牧浦 小重郎（まきうら こじゅうろう、生没年不詳）は、日本の政治家、篤農家。

## 人物
奈良県北葛城郡上牧村大字上牧（現・上牧町）の人である。1889年、上牧村村長に就任する。1904年以来、共同肥料購買を以て一般の需要を充たし、特に小作人には無利子貸付を行い、大に農民に裨益を与え、害虫駆除予防、小作人奨励等農村のために尽くした。
奈良県会議員、郡会議長、高田銀行監査役をつとめた。